# Weöres Sándor-díj (Szombathely)
A Weöres Sándor-díjat Szombathely önkormányzata alapította 2016-ban. A művészeti díjat – melynek összege az alapításkor 200 ezer Ft volt – évente kettő, művészeti tevékenységet folytató személy, csoport vagy alkotóközösség kapja Szent Márton-nap alkalmából.

## Díjazottak
- Lord együttes (2016)[3]
- Capella Savaria (2017)[4]
- Szombathely Város Fúvószenekara (2017)[4]
- Veres Gábor (2018)[5]
- Boglya Népzenei Együttes (2018)[5]
- Horváth János Gedi (2019)[6]
- Mesebolt Bábszinház (2019)[7]
- Trokán Péter (2020)[8]
- Isis Big Band (2020)[9]
- Oroszy Csaba (2021)[10][9]
- Szenkovits Péter (2021)[9]
- Csonka Szilvia (2022)[11]
- Anima Sound System (2023)[12]
- Kelemen Zoltán (2023)[13]

## Hivatkozás
1. ↑  2016. évi 7. számú rendelet. Szombathely Megyei Jogú Város Önkormányzata Közgyűlésének 7/2016. (III. 1.) önkormányzati rendelete Szombathely Megyei Jogú Város Önkormányzata által adományozható kitüntetésekről   (Hozzáférés ideje: 2023. december 1.)
2. ↑  Weöres Sándor-díj (Szombathely) | PIM Díjak. Díjak adatbázisa. Petőfi Irodalmi Múzeum. (Hozzáférés: 2023. december 1.)
3. ↑  „A Lord együttes Weöres Sándor díjat kapott”, nyugat.hu, 2016. november 13. (Hozzáférés: 2023. december 2.)
4. 1 2  „Kitüntették Szombathely legjobbjait a Szent Márton Gálán”, nyugat.hu, 2017. november 11. (Hozzáférés: 2023. december 2.)
5. 1 2  2018-as Szent Márton-napi díjazottak Szombathelyen. www.alon.hu. (Hozzáférés: 2023. december 1.)
6. ↑  Merklin Tímea: Horváth János Gedi már nem néptáncol, de még mindig segít a koreográfiákban. VAOL, 2020. január 5. (Hozzáférés: 2023. december 1.)
7. ↑  Ölbei Lívia: Weöres Sándor-díj a Mesebolt-polcra. VAOL, 2019. november 15. (Hozzáférés: 2023. december 1.)
8. ↑  Weöres Sándor Színház: Átvette a Weöres Sándor-díjat Trokán Péter. www.wssz.hu, 2021. november 13. (Hozzáférés: 2023. december 1.)
9. 1 2 3  „Kitüntetések a Szent Márton-gálán”, VAOL, 2021. november 13. (Hozzáférés: 2023. december 1.)
10. ↑  komondi gábor. „Oroszy Csaba: „Nem küldök üzeneteket, az a posta dolga””, 2023. március 18.
11. ↑  Weöres Sándor Színház: Weöres Sándor-díjat kapott Csonka Szilvia. wssz.hu, 2022. november 13. (Hozzáférés: 2023. december 1.)
12. ↑  Szilágyi József: Weöres Sándor-díjat kapott az Anima Sound System. nyugat.hu, 2023. november 11. (Hozzáférés: 2023. december 1.)
13. ↑  Weöres Sándor Színház: Weöres Sándor-díjjal tüntette ki Szombathely városa Kelemen Zoltánt. wssz.hu, 2023. november 11. (Hozzáférés: 2023. december 1.)